# Mai 2010 en sport
Pour un article plus général, voir 2010 en sport.

## Principaux rendez-vous
- 28 avril au 2 mai : 28e championnats d'Europe de gymnastique artistique féminine.
- 12 mai : finale de la première édition de la Ligue Europa à Hambourg.
- 22 mai :
  - Finale de la Ligue des Champions à Madrid au Stade Santiago Bernabéu.
  - Finale de la Coupe d'Europe de rugby à XV à Saint-Denis (Seine-Saint-Denis) au Stade de France.
  - Finale de la Ligue des champions de handball masculin à Cologne au Lanxess Arena.

- 23 mai au 6 juin : 109e édition des Internationaux de France de Roland-Garros

## Faits marquants
- 9 mai : en basket-ball, le FC Barcelone remporte l'Euroligue lors de la Final Four à Paris face à Olympiakos Le Pirée.
- 12 mai : l'Atlético de Madrid remporte la première édition de la Ligue Europa (ancienne coupe de l'UEFA) face à Fulham 2-1.
- 14 mai : Caen, Brest et Arles-Avignon rejoignent la ligue 1 l'année prochaine tandis que Guingamp, Strasbourg et Bastia descendent en National
- 15 mai : l'Olympique de Marseille est champion de Ligue 1, Lyon et Auxerre finissent respectivement 2e et 3e. Le Mans, Boulogne et Grenoble descendent en Ligue 2.
- 28 mai : la France est désignée hôte de l'Euro 2016. Elle bat d'un point le dossier turc (et l'Italie éliminé au premier tour!)
- 29 mai : Taig Khris détient le record du saut dans le vide depuis la tour Eiffel.
- 30 mai :
  - En rink hockey, le FC Barcelone remporte la Ligue européenne en battant Vic en finale par 4 buts à 1.
  - En handball, le THW Kiel s'adjuge la Ligue des champions en battant le FC Barcelone en finale par 36 à 34.